# 前鉴区
前鉴区是中華民國國民政府在大陸時期在廣州市於1921年至1949年期間设置的28個旧区之一，是20個城區的其中一個，在今广东省广州市的市区。1950年撤销，并入其他市区內的辖区。現時該區大概在今日越秀區的前鉴通津小区，郵遞編碼是510080。